# Megastigmus maculatipennis
Megastigmus maculatipennis är en stekelart som först beskrevs av Girault 1913.  Megastigmus maculatipennis ingår i släktet Megastigmus och familjen gallglanssteklar. Inga underarter finns listade i Catalogue of Life.